# Senec
Senec é uma cidade da Eslováquia, situada no distrito de Senec, na região de Bratislava. Tem 38,71 km² de área e sua população em 2019 foi estimada em 19.963 habitantes.

## Demografia
| Ano:        | 1994   | 2004   | 2014    | 2024    |
| ----------- | ------ | ------ | ------- | ------- |
| Broj ljudi: | 14 831 | 15 193 | 18 208  | 20 234  |
| Razlika:    |        | +2,44% | +19,84% | +11,12% |

| Ano:               | 2023   | 2024   |
| ------------------ | ------ | ------ |
| Número de pessoas: | 20 192 | 20 234 |
| Diferença:         |        | +0,20% |